# Jošivja
Jošivja (hebrejsky יוֹשִׁבְיָה, v oficiálním přepisu do angličtiny Yoshivya, přepisováno též Yoshivia) je vesnice typu mošav v Izraeli, v Jižním distriktu, v Oblastní radě Sdot Negev.

## Geografie
Leží v nadmořské výšce 135 metrů na severozápadním okraji pouště Negev; v oblasti která byla od 2. poloviny 20. století intenzivně zúrodňována a zavlažována a ztratila charakter pouštní krajiny. Jde o zemědělsky obdělávaný pás přiléhající k pásmu Gazy a navazující na pobřežní nížinu. Podél západní strany mošavu teče vádí Nachal Chanun, podél východní Nachal Jošivja.
Obec se nachází 19 kilometrů od břehu Středozemního moře, cca 72 kilometrů jihojihozápadně od centra Tel Avivu, cca 70 kilometrů jihozápadně od historického jádra Jeruzalému a 2 kilometry severovýchodně od města Netivot. Jošivji obývají Židé, přičemž osídlení v tomto regionu je etnicky převážně židovské. 10 kilometrů severozápadním směrem ale začíná pásmo Gazy s početnou arabskou (palestinskou) populací.
Jošivja je na dopravní síť napojena pomocí dálnice číslo 34.

## Dějiny
Jošivja byla založena v roce 1950. Nejprve byla vesnice pracovně nazývána Mucharaka Alef ('מוחרקה א), podle arabské vesnice al-Muharaka, jež tu stála do roku 1948. Nynější jméno mošavu je odvozeno od biblické postavy Jóšibjáše zmiňovaného v První knize kronik 4,35.
Zakladateli vesnice byla skupina Židů z Alžírska a v menší míře i z Tuniska, kteří se sem nastěhovali 2. července 1950. Příchozí byli napojeni na náboženskou sionistickou organizaci ha-Po'el ha-Mizrachi, jež v tomto regionu zřídila celý blok nábožensky orientovaných osad (Šuva Alef - dnešní Šuva, Šuva Bet - dnes Zimrat, Šuva Gimel - dnes Šokeda, Šuva Dalet - nerealizovaná vesnice Cumcha, Šuva He - dnes Tušija, Šuva Vav - dnes Kfar Maimon, Tkuma a Jošivja). V roce 1951 zahájila ve vesnici Židovská agentura výstavbu prvních trvalých domů pro osadníky, které byly do užívání předány koncem roku 1952. Zpočátku obyvatelé čelili těžké ekonomické situaci a byli závislí na přídělech potravin. Populace mošavu zůstávala nízká (v roce 1952 jen 30 rodin). Bylo sem proto přistěhováno i několik židovských rodin původem z Maroka. Ti ale brzy vesnici opustili. V letech 1958–1959 navíc v obci došlo ke zhoršení sociální situace s tím, jak mezi sebou začaly soupeřit jednotlivé rodiny a klany alžírských Židů. Počet obyvatel pak opět poklesl na cca 35 rodin. Teprve po otištění kritického článku v deníku Ma'ariv sem například byla zavedena voda. Alžírští imigranti postrádali zkušenosti s farmařením.
Místní ekonomika je založena na zemědělství (polní plodiny, zelenina, citrusy, chov dobytka). Velká část obyvatel ale za prací dojíždí mimo obec. V mošavu funguje zdravotní středisko, sportovní areály, obchod se smíšeným zbožím, synagoga a mikve.

## Demografie
Obyvatelstvo mošavu je nábožensky orientované. Podle údajů z roku 2014 tvořili naprostou většinu obyvatel v Jošivji Židé (včetně statistické kategorie "ostatní", která zahrnuje nearabské obyvatele židovského původu ale bez formální příslušnosti k židovskému náboženství).
Jde o menší obec vesnického typu s dlouhodobě rostoucí populací. K 31. prosinci 2014 zde žilo 482 lidí. Během roku 2014 populace stoupla o 11,6 %.
| Rok            | 1961 | 1972 | 1983 | 1995 | 2001 | 2003 | 2004 | 2005 | 2006 | 2007 | 2008 | 2009 | 2010 | 2011 | 2012 | 2013 | 2014 |
| -------------- | ---- | ---- | ---- | ---- | ---- | ---- | ---- | ---- | ---- | ---- | ---- | ---- | ---- | ---- | ---- | ---- | ---- |
| Počet obyvatel | 225  | 247  | 262  | 248  | 262  | 283  | 298  | 292  | 298  | 301  | 293  | 305  | 335  | 366  | 385  | 432  | 482  |